# Gregor Galke
Gregor Galke (* 19. Januar 1953) ist ein deutscher Jurist und ehemaliger Richter am Bundesgerichtshof.

## Leben
Gregor Galke studierte Rechtswissenschaft und legte 1977 an der Universität zu Köln das erste Staatsexamen ab und 1979 in Mainz das Zweite Staatsexamen ab.
Er begann seine juristische Karriere nach dem Ende seiner juristischen Ausbildung 1979 als Richter des Landes Rheinland-Pfalz. Hier wurde er zunächst während der Probezeit als Richter und Staatsanwalt am Landgericht Koblenz und als Richter an den Amtsgerichten Cochem und St. Goar tätig. 1984 wurde er zum Richter am Landgericht Koblenz ernannt. 1986 bis 1988 erfolgte eine Abordnung in das Bundesministerium der Justiz und dann 1988 bis 1992 eine Abordnung als Wissenschaftlicher Mitarbeiter an den Bundesgerichtshof. Er wurde 1992 zum Richter am Oberlandesgericht Koblenz ernannt und von 1995 an das Ministerium der Justiz von Rheinland-Pfalz abgeordnet.
1999 wurde er zum Richter am Bundesgerichtshof, 2009 zum Vorsitzenden Richter am Bundesgerichtshof ernannt. Er saß dem VI. Zivilsenat des Bundesgerichtshofes vor, der sich vor allem mit dem Recht der unerlaubten Handlungen unter Einschluss des deliktischen und vertraglichen Arzthaftungsrechts befasst. In dieser Funktion wirkte er unter anderem beim Urteil des BGH mit, in dem die Verwertung von Dashcams als Beweismittel zugelassen wurde. von Januar 2010 an leitete er auch bis zu seinem Eintritt in den Ruhestand den Senat für Notarsachen.